# Jakub Římař
Jakub Římař (30. srpna 1682 Kroměříž – 5. června 1755 Brno) byl český františkánský misionář, cestovatel a autor cestopisu. Patřil k vůdčím osobnostem katolické misijní činnosti v Egyptě na počátku 18. století.

## Život

### Narození, vstup k františkánům
Narodil se 30, srpna 1682 v Kroměříži, při křtu obdržel jméno Jakub. Ve svém rodném městě studoval na piaristickém gymnáziu a jistě se také seznámil s řeholníky františkány, do jejichž řádu později vstoupil. Časné řeholní sliby složil pravděpodobně v roce 1700. Teologii vystudoval v Olomouci, snad v tamějším františkánském klášteře. V roce 1706 byl vysvěcen na kněze. Jako řeholník působil v konventech v Dačicích a Bechyni. Slavné řeholní sliby složil zřejmě v roce 1708 v Bechyni.
V roce 1711 dostal bratr Jakub řádové svolení k misijnímu působení a odjel do Říma, v únoru následujícího roku 1712 byl vybrán do působení v Habeši (Etiopii), jež byla spolu s Egyptem tradiční destinací pro františkánské misie.. Nejprve se ale v Římě, jako i ostatní misionáři, věnoval studijní přípravě jazyků a věrouky na misie.

### První misijní cesta 1714–1721
Samotnou misijní cestu tak začal františkán Římař v roce 1714, kdy skrze Kypr, Sidón a Jeruzalém dorazil do ústředí misií v Egyptě a okolí – Káhiry. Po pobytu ve Svaté zemi se roku 1715 vypravil s dalšími ještě dvěma františkány do Habeše a na Sokotru. Příští rok dorazili misionáři do Jemenu, kde působili v Hodejdě, a do Mekky. Poté pokračovali zase na Sokotru, do sousedství Habeše. Misijní cesta však skončila předčasně, když se dozvěděli o odsouzení a ukamenování tehdejšího prefekta misií v oblasti, rakouského františkána Liberata Weisse (1716). Samotnou Habeš tehdy Římař nenavštívil. Cestoval po východní Africe, odkud se pak vydal přes východní Indii a přes Ameriku do Evropy, do Ostende a do Říma.
Po návratu do Evropy byl Římařovi pro jeho velké jazykové znalosti nabídnut post smyrenského biskupa, ale k jeho volbě nedošlo. Také se měl stát v Římě generálním lektorem arabského jazyka na misijním ústavu. On však toužil nadále pokračovat v misiích.

### Druhá misijní cesta 1722–1729
Koncem roku 1722 odjel podruhé z Říma do Káhiry, tentokrát v hodnosti prefekta egyptských misií a apoštolského protonotáře. Následující rok se usadil v hornoegyptském Achmimu a roku 1726 byl jmenován představeným františkánské hornoegyptské misie se sídlem v Džirdžá (Girga). V roce 1729 se Jakub Římař vrátil na Moravu a v letech 1732 až 1735 pobýval ve znojemském klášteře, kde působil mimo jiné jako zpovědník místních klarisek, což bývalo časté místo odpočinku pro zasloužilé řeholníky. Bratr Jakub se však s tímto postem nespokojil, ještě nebyl ani příliš stár a toužil po návratu do Egypta.

### Třetí misijní cesta 1737–1752, smrt
Neustávající touha po misiích se bratru Jakubovi naplnila roku 1737, když odcestoval do Egypta na svou třetí, poslední a rovněž nejvýznamnější misijní cestu. Během ní se stal prefektem katolických misií v Egyptě a okolí a v hojné spolupráci s římskou Kongregací pro šíření víry (Propaganda) zde celé misie řídil. Po smrti domorodého vikáře mu bylo svěřeno řízení celé Koptské katolické církve ve funkci apoštolského vikáře.
Během tohoto třetího pobytu se Římař mimo jiné zasloužil o to, že Kongregace pro evangelizaci národů povolila koptským duchovním sloužit mše dle vlastního ritu. Současně však musel řešit i spory ohledně práva udílení svátostí nebo neshody mezi františkánskými větvemi reformátů a observantů ohledně řízení misie. Jeho zásluhou bylo v Egyptě a okolí rovněž zřízeno několik škol, na jejichž financování se podílela misijní Kongregace a vyučování tak bylo zdarma. Z Káhiry, kde sídlil, podnikal vizitační cesty do Horního Egypta v letech 1738, 1742 až 1743 a 1748. Jako prefekt misií tak stál za organizováním misijní výpravy františkánů do Etiopie v letech 1751–1752, jejímiž účastníky byli Remedius Prutký, Martin Lang a Antonín z Aleppa.
Po roce 1752 odmítl Římař pro pokročilý věk nastoupit potřetí do funkce prefekta misií a jako sedmdesátiletý se vrátil do Evropy. Jako i další mladší čeští františkánští misionáři Kristián Schneider nebo Remedius Prutký byl po návratu přijat na císařském dvoře ve Vídni. Závěr života však strávil v brněnském klášteře sv. Máři Magdaleny, kde také 5. června 1755 zemřel.
Čeští františkáni měli významné místo v katolických misiích v Egyptě 18. století. Prefektem řídícím tyto misie nebyl jen Římař, ale ještě dříve v nepřítomnosti prefekta vedl činnost ostatních misionářů v letech 1726–1728 jako viceprefekt Cyril Bartusch (Partusch, † 1728 v Káhiře). Později než Římař egyptské misie řídili Bruno Veit († 1773 v Káhiře) a Christian Schneider.

## Dílo
Nejvýznamnějšími literárními pracemi Jakuba Římaře jsou jeho „cestopis“ (Itinerarium) a „deník“ (Diurnali) z misijních cest:
- Itinerarium missionum apostholicarum Orienthalium Aegypti, Aethiopiae seu Abissiniae aliarumque regionum adjacentium...[pozn. 2] – rukopis, částečný autograf, je dochován v knihovně františkánů v klášteře u P. Marie Sněžné v Praze.[pozn. 3] V první části šestisetstránkového rukopisu si sám Římař zaznamenal líčení svých cest v letech 1711 až 1726. Na konci druhé části jsou pak jinou rukou připsány informace o Římařově pobytu na Moravě (1730–1736) a během dalších misijních pobytů v Egyptě (1737–1752). Ve svých denících podal Římař topografický popis míst ležících při Nilu z Alexandrie až do Medínit Habu na západním břehu Nilu.[12]

- Diurnalia uchovávaná v rukopise v knihově Strahovského kláštera[pozn. 4] představují deník a poznámkový sešit Římaře, který si vedl v letech 1725 až 1752. Kniha zahrnuje také seznamy hornoegyptských konvertitů Liber status animarum missionis Girgensis anno D(omi)ni 1748 (list 305r-311r) a text z roku 1753 připisovaný Remediu Prutkému Brevis extractus regni Aethyopiae (list 258r-271v).[13]

- Varia Medicinalia pro Missionibus Orientalibus – stejně jako další misionáři si Římař získával přízeň u tureckého a arabského obyvatelstva lékařským uměním a podobně jako Remedius Prutký si poznamenal řadu různých léčebných postupů a léčiv.[pozn. 5]
- Záznamy z Římařovy misie v horním Egyptě Liber missionis superioris Aegypti obsahující soupis koptských katolíků, pokřtěných, sezdaných a zemřelých ve městech Achmim, Džirdžá a Faršút se údajně nachází v káhirském archivním fondu Kongregace pro šíření víry (Propagandy).[14] Tamtéž je údajně dochována korespondence Římaře jakožto prefekta misií, část těchto dopisů byla vydána v edici.[15]